# Konvergenz nach Maß
Die Konvergenz nach Maß, auch Konvergenz dem Maße nach oder Konvergenz im Maß genannt, ist ein Konvergenzbegriff der Maßtheorie für Funktionenfolgen. Das wahrscheinlichkeitstheoretische Pendant dieser Konvergenzart wird auch Konvergenz in Wahrscheinlichkeit oder stochastische Konvergenz genannt, teils wird dort aber auch die Definition der Konvergenz lokal nach Maß verwendet.

## Definition
Gegeben sei ein Maßraum {\displaystyle (X,{\mathcal {A}},\mu )} und {\displaystyle f,(f_{n})_{n\in \mathbb {N} }\colon X\to \mathbb {K} } messbare Funktionen. Dann heißt die Funktionenfolge {\displaystyle (f_{n})_{n\in \mathbb {N} }} konvergent nach Maß oder konvergent dem Maße nach gegen {\displaystyle f}, wenn für alle {\displaystyle \varepsilon >0} gilt, dass
{\displaystyle \lim _{n\to \infty }\mu (\{x\in X:\left|f_{n}(x)-f(x)\right|\geq \varepsilon \})=0}
ist. Man schreibt dann {\displaystyle f_{n}\to f{\text{ n. M.}}}

## Beziehung zu anderen Konvergenzarten

### Konvergenz im p-ten Mittel
Aus der Konvergenz im p-ten Mittel folgt die Konvergenz nach Maß mithilfe der Tschebyscheffschen Ungleichung, denn es ist
{\displaystyle \mu (\{|f_{n}-f|\geq \varepsilon \})\leq {\tfrac {1}{\varepsilon ^{p}}}\int _{X}|f_{n}-f|^{p}\mathrm {d} \mu ={\tfrac {1}{\varepsilon ^{p}}}\Vert f_{n}-f\Vert _{p}^{p}}.
Nach dem Konvergenzsatz von Vitali ist die Konvergenz im p-ten Mittel äquivalent zur Konvergenz nach Maß und der gleichgradigen Integrierbarkeit im p-ten Mittel. Auf die gleichgradige Integrierbarkeit kann dabei nicht verzichtet werden, wie das folgende Beispiel verdeutlicht. Setzt man {\displaystyle p=1} und definiert die Funktionenfolge
{\displaystyle f_{n}=n^{2}\chi _{[0,1/n]}}.
auf dem Maßraum {\displaystyle ([0,1],{\mathcal {B}}([0,1]),\lambda |_{[0,1]})}, so konvergiert diese nach Maß gegen 0, denn für {\displaystyle \varepsilon \in (0,1]} ist 
{\displaystyle \lim _{n\to \infty }\lambda (\{n^{2}\chi _{[0,1/n]}\geq \varepsilon \})=\lim _{n\to \infty }{\frac {1}{n}}=0}.
Aber sie ist nicht gleichgradig integrierbar (im ersten Mittel), denn es ist
{\displaystyle \inf _{a\in [0,\infty )}\sup _{f\in (f_{n})_{n\in \mathbb {N} }}\int _{\{a<|f|\}}|f|\mathrm {d} \lambda =\infty }
Dem  Konvergenzsatz von Vitali folgend ist sie auch nicht (im ersten Mittel) konvergent gegen 0, denn es ist
{\displaystyle \lim _{n\to \infty }\int _{[0,1]}|f_{n}|\mathrm {d} \lambda =\lim _{n\to \infty }n^{2}\cdot {\frac {1}{n}}=\infty }.
Ebenso wenig kann auf die Konvergenz nach Maß verzichtet werden, denn wählt man {\displaystyle p=1} und den Maßraum {\displaystyle ([0,1],{\mathcal {B}}([0,1]),\lambda |_{[0,1]})}, so ist die Funktionenfolge, die durch
{\displaystyle f_{n}:={\begin{cases}\chi _{[0;1/2]}&{\text{ für }}n{\text{ gerade }}\\\chi _{(1/2;1]}&{\text{ für }}n{\text{ ungerade }}\end{cases}}}.
definiert wird gleichgradig integrierbar im ersten Mittel, da sie von der integrierbaren Funktion, die konstant 1 ist, majorisiert wird. Aufgrund ihres oszillierenden Verhaltens kann die Folge aber nicht nach Maß konvergieren, denn für die Grundmenge und {\displaystyle \varepsilon <{\tfrac {1}{2}}} gibt es keine Funktion {\displaystyle f}, so dass {\displaystyle \lambda (\{f_{n}-f\leq \varepsilon \})} klein wird. Mit einem analogen Argument folgt dann auch, dass die Funktionenfolge nicht im ersten Mittel konvergiert.

### Fast gleichmäßige Konvergenz
Aus der fast gleichmäßigen Konvergenz  folgt automatisch die Konvergenz nach Maß. Denn nach Definition entspricht die fast gleichmäßige Konvergenz der gleichmäßigen Konvergenz auf dem Komplement einer Menge {\displaystyle A} mit {\displaystyle \mu (A)<\delta } für beliebiges {\displaystyle \delta }. Folglich existiert ein Index {\displaystyle N(\varepsilon )}, so dass {\displaystyle A\supset \{|f_{n}-f|\geq \varepsilon \}} für alle {\displaystyle n\geq N(\varepsilon )}. Also ist {\displaystyle \mu (\{|f_{n}-f|\geq \varepsilon \})\leq \delta } für beliebiges {\displaystyle \delta } und somit konvergiert die Folge nach Maß.
Umgekehrt folgt aber aus der Konvergenz nach Maß im Allgemeinen nicht die fast gleichmäßige Konvergenz. Betrachtet man beispielsweise die Folge von Intervallen
{\displaystyle (I_{n})_{n\in \mathbb {N} }=[0,1],[0,{\tfrac {1}{2}}],[{\tfrac {1}{2}},1],[0,{\tfrac {1}{3}}],[{\tfrac {1}{3}},{\tfrac {2}{3}}],[{\tfrac {2}{3}},1],[0,{\tfrac {1}{4}}],[{\tfrac {1}{4}},{\tfrac {2}{4}}],\dots }
und definiert auf {\displaystyle ([0,1],{\mathcal {B}}([0,1]),\lambda )} die Funktionenfolge
{\displaystyle f_{n}(x)=\chi _{I_{n}}(x)},
so konvergiert diese Folge nach Maß gegen 0, da eine Abweichung der Funktionenfolge von der 0 immer nur auf den Intervallen möglich ist. Die Breite der Intervalle und damit das Maß der Mengen, auf denen die Funktionenfolge von der 0 abweicht konvergieren aber gegen 0. Die Folge konvergiert aber nicht fast gleichmäßig, da für {\displaystyle A\in {\mathcal {A}}} mit {\displaystyle \mu (A)<\delta <1} gilt, dass
{\displaystyle \sup _{x\in [0,1]\setminus A}f_{n}(x)={\begin{cases}1&{\text{falls }}I_{n}\setminus A\neq \emptyset \\0&{\text{falls }}I_{n}\setminus A={\emptyset }\end{cases}}}.
Da aber das {\displaystyle A} fest gewählt ist und die {\displaystyle I_{n}} beständig "wandern", oszilliert die Folge und kann somit nicht fast gleichmäßig konvergieren.

### Punktweise Konvergenz μ-fast überall
Aus der punktweise Konvergenz μ-fast überall folgt bei endlichen Maßräumen die Konvergenz nach Maß. Dabei folgt der Schluss dem Satz von Jegorow, dass aus der Konvergenz μ-fast überall (im endlichen Fall) die fast gleichmäßige Konvergenz folgt, aus dieser folgt wiederum die Konvergenz nach Maß.
Auf die Endlichkeit des Maßraumes kann dabei nicht verzichtet werden, wie die (weiter unten genauer untersuchte) Funktionenfolge {\displaystyle f_{n}=\chi _{[n,n+1]}} auf {\displaystyle (\mathbb {R} ,{\mathcal {B}}(\mathbb {R} ),\lambda )} zeigt. Sie konvergiert punktweise gegen 0, aber nicht nach Maß.
Die Umkehrung gilt aber nicht, es folgt also aus der Konvergenz nach Maß nicht die Konvergenz fast überall. Ein Beispiel lässt sich wie folgt konstruieren: Man betrachtet die Intervalle
{\displaystyle [0,1],[0,{\tfrac {1}{2}}],[{\tfrac {1}{2}},1],[0,{\tfrac {1}{3}}],[{\tfrac {1}{3}}{\tfrac {2}{3}}],[{\tfrac {2}{3}},1],[0,{\tfrac {1}{4}}],\dots },
nummeriert diese mit den natürlichen Zahlen durch und nennt diese Folge {\displaystyle (I_{n})_{n\in \mathbb {N} }}. Dann konvergiert die Funktionenfolge
{\displaystyle f_{n}(x)=\chi _{I_{n}}(x)}
auf dem Maßraum {\displaystyle ([0,1],{\mathcal {B}}([0,1]),\lambda |_{[0,1]})} nach Maß gegen 0, denn für {\displaystyle \varepsilon \in (0,1]} ist {\displaystyle \lim _{n\to \infty }\lambda (\{f_{n}\geq \varepsilon \})=\lim _{n\to \infty }\lambda (I_{n})=0}. Aber die Funktionenfolge konvergiert nicht punktweise fast überall gegen 0, denn ein beliebiges {\displaystyle x} ist in unendlich vielen {\displaystyle I_{n}} enthalten und ebenso in unendlich vielen {\displaystyle I_{n}} nicht enthalten. Somit nimmt {\displaystyle \chi _{I_{n}}} an jeder Stelle unendlich oft die Werte 0 und 1 an, kann also nicht punktweise konvergieren.

### Konvergenz lokal nach Maß
Die Konvergenz nach Maß impliziert die Konvergenz lokal nach Maß. Denn wird das Maß der Menge {\displaystyle \{\left|f_{n}-f\right|\geq \varepsilon \}} auf der Grundmenge {\displaystyle X} beliebig klein, so wird es auch auf dem Schnitt mit jeder Menge endlichen Maßes beliebig klein.
Die Umkehrung gilt jedoch im Allgemeinen nicht. So konvergiert die Funktionenfolge
{\displaystyle f_{n}=\chi _{[n,n+1)}}
auf dem Maßraum {\displaystyle (\mathbb {R} ,{\mathcal {B}}(\mathbb {R} ),\lambda )} lokal nach Maß gegen 0, aber nicht nach Maß. Denn für {\displaystyle \varepsilon \in (0,1]} ist 
{\displaystyle \mu (\{|f_{n}-f|\geq \varepsilon \})=\lambda (\{|\chi _{[n,n+1)}-0|\geq \varepsilon \})=1}
für alle {\displaystyle n\in \mathbb {N} }. Also konvergiert die Funktionenfolge nicht nach Maß gegen die 0. Betrachtet man nun aber ein {\displaystyle A\in {\mathcal {B}}(\mathbb {R} )} mit {\displaystyle \lambda (A)<\infty } und definiert {\displaystyle A_{n}=A\cap [n,n+1)}, so sind die {\displaystyle A_{n}} disjunkt und es gilt
{\displaystyle A\supset \bigcup _{n\in \mathbb {N} }A_{n}{\text{ und somit }}\infty >\mu (A)\geq \sum _{n=1}^{\infty }\mu (A_{n})}.
Somit ist {\displaystyle \lim _{n\to \infty }\lambda (A_{n})=0}, da ansonsten die Reihe divergieren würde. Daraus folgt dann
{\displaystyle \lim _{n\to \infty }\mu (\{|f_{n}-f|\geq \varepsilon \}\cap A)=\lim _{n\to \infty }\mu (\{|\chi _{[n,n+1)}-0|\geq \varepsilon \}\cap A)=\lim _{n\to \infty }\lambda (A_{n})=0.}
Somit konvergiert die Funktionenfolge lokal nach Maß gegen die 0.
Auf endlichen Maßräumen folgt aus Konvergenz lokal nach Maß auch die Konvergenz nach Maß, beide Konvergenzbegriffe sind also äquivalent. Dies folgt direkt daraus, dass die Grundmenge bereits endliches Maß besitzt. Da die Funktionenfolge lokal nach Maß konvergiert, konvergiert sie demnach auch auf der Grundmenge und somit auch nach Maß.

### Schwache Konvergenz von Maßen
Aus der Konvergenz nach Maß einer Funktionenfolge lässt sich unter Umständen auf die schwache Konvergenz der Folge von Bildmaßen schließen.
Ist ein Maßraum {\displaystyle (X,{\mathcal {A}},\mu )} gegeben, ist {\displaystyle \mu } ein endliches Maß und konvergiert die Funktionenfolge {\displaystyle f_{n}} nach Maß gegen {\displaystyle f}, so konvergiert die Folge von Bildmaßen {\displaystyle \nu _{n}:=\mu _{f_{n}}} schwach gegen {\displaystyle \nu :=\mu _{f}}.
Die Bildmaße sind dann Maße auf {\displaystyle \mathbb {R} }. Allgemeiner lässt sich diese Aussage auch für Funktionenfolgen mit Werten in separablen metrischen Räumen zeigen.

## Allgemeinere Formulierung
Die Konvergenz  nach Maß lässt sich auch allgemeiner für Funktionen mit Werten in metrischen Räumen {\displaystyle (X,d)} definieren. Dafür ersetzt man den Term {\displaystyle \left|f_{n}-f\right|\geq \varepsilon } durch {\displaystyle d(f_{n},f)\geq \varepsilon }. Hierbei muss jedoch darauf geachtet werden, dass die Mengen {\displaystyle \{d(f_{n},f)\geq \varepsilon \}} messbar sind, da ansonsten der Ausdruck in der Definition nicht wohldefiniert ist. Die Messbarkeit dieser Mengen ist beispielsweise garantiert, wenn {\displaystyle (X,d)} ein separabler metrischer Raum und {\displaystyle {\mathcal {B}}(X)} die zugehörige Borelsche σ-Algebra ist und man als Messraum {\displaystyle (X,{\mathcal {B}}(X))} wählt.